# Hemioplisis chaonia
Hemioplisis chaonia là một loài bướm đêm trong họ Geometridae.